# B
Вижте пояснителната страница за други значения на B.
B е втората буква от латинската азбука, използва се практически във всички азбуки на латинска основа. Произхожда от гръцката буква бета (Β, β). Обозначава съгласния звук [b], понякога даже и [p] и [v] и др.